# Ephedra ochreata
La sulupe grande o solupe (Ephedra ochreata) es una planta herbácea endémica de Argentina que crece en terrenos arenosos. Ephedra deriva del griego y significa "sobre" y "agua", indicando su cercanía al mar.

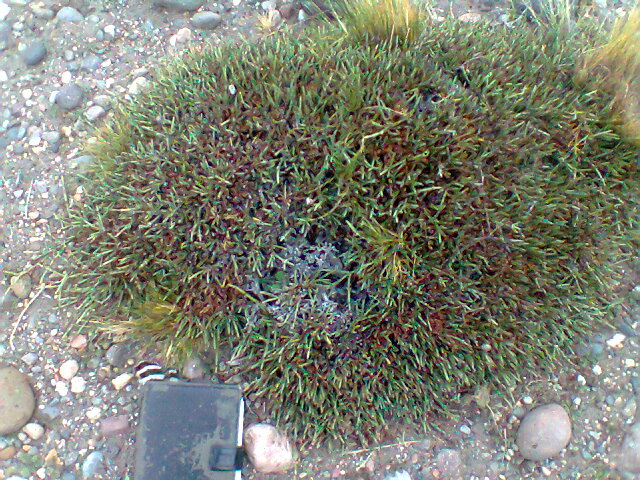
Vista de la planta

## Descripción
Es un arbusto leñoso dioico, parecido a la cola de caballo de hasta 1 m de altura con hojas diminutas y escamosas de 5-14 mm de largo. Las flores son de color amarillo o verde y se agrupan en amentos. El fruto es un estróbilo con brácteas carnosas con dos carpelos y una semilla.

## Hábitat
Habita en el monte occidental y en la estepa patagónica, desde las provincias de Catamarca hasta Santa Cruz.

## Usos
Fruto comestible, de agradable sabor.
Respecto al extracto de efedra, este se utiliza en la medicina alternativa para tratar el asma y otras enfermedades respiratorias, y en los Estados Unidos se utilizó y vendió como adelgazante y para mejorar el rendimiento deportivo. Datos estadístico de 1999 señalaban que la efedra era usada por unos 12 millones de personas; sin embargo actualmente en muchos países está prohibido la venta y uso del extracto debido a la presencia de alcaloides en esta especie. Un reciente metaanálisis de ensayos controlados concluyó que los efectos sobre la pérdida peso a corto plazo son modestos, y desconocidos a largo plazo. Por otro lado, no se pudo precisar la influencia sobre el rendimiento atlético, debido a la insuficiencia de evidencias.
Debido a sus efectos adversos, no es aconsejable utilizar medicinalmente la planta de efedra de forma casera.

## Toxicidad
Las partes aéreas de algunas especies del género Ephedra pueden contener alcaloides, tales como la efedrina y la pseudoefedrina, cuya ingestión puede suponer un riesgo para la salud.
El consumo de efedra puede provocar convulsiones, accidente cerebrovascular, ataque al corazón y la muerte. Los riesgos de efectos adversos aumentan con la dosis, si se utiliza coincidiendo con actividades físicas intensas o en combinación con otros estimulantes, incluida la cafeína. Puede causar interacciones con otros fármacos. Está contraindicada en menores de 18 años, mujeres embarazadas y durante la lactancia.
Las evidencias de los riesgos potenciales del consumo de efedra han ido en aumento durante años. Un caso famoso, que sensibilizó a la opinión pública, fue el del jugador profesional de béisbol Steve Bechler, de 23 años, que en 2003 falleció durante un entrenamiento, horas después de haber ingerido un suplemento que contenía altas dosis de efedra. El informe toxicológico concluyó que la efedra "jugó un papel significativo" en su muerte.
En 2004, la Agencia de Drogas y Alimentos de Estados Unidos (FDA o USFDA, por sus siglas en inglés), prohibió la venta de suplementos dietéticos que contengan alcaloides de la efedra. Otros países se han sumado a esta prohibición, tales como los Países Bajos y Argentina.

## Taxonomía
Ephedra ochreata fue descrita por  John Miers y publicado en Annals and Magazine of Natural History 11: 257. 1863.
Etimología
Ephedra: nombre genérico que proviene del griego antiguo: éphedra = "asentada sobre" // según Dioscórides, sinónimo de hippuris = equiseto // en Plinio el Viejo, una planta trepadora afila.
ochreata: epíteto latíno 
Sinónimos
- Ephedra ochreata var. striata Gillies ex Miers	[7]